# Hanö-klass
Hanö-klass även Minsvepare typ Hanö var en serie på sex svenska minsvepare byggda 1951–1952 i stål vilket gjorde dem mindre väl lämpade för att kunna svepa magnetminor. De kom därför snart att i stället användas för kadettutbildning och som stödfartyg för det svenska Islandsfisket. När denna serie först projekterades 1948 var tanken att bygga dem i trä, men beroende på kapaciteten på varven vid den tidpunkten samt vikten beslöts att bygga dem i stål. I början av 1951 försökte man forcera leveranserna beroende på pågående Koreakrig. Man beslöt att tre av skroven skulle byggas vid Kalmar varv för att avlasta Karlskronavarvet. Skroven till Sturkö, Ornö och Utö byggdes i Kalmar. De försågs med två stycken Nohabdieslar på 455 hk/st och KaMeWa, det vill säga propellrar med ställbara blad. Tjurkö, Tärnö, Ornö, Sturkö fick motorerna utbytta mot Scaniadieslar i slutet av 1960-talet. Utö kom senare att användas som stabsfartyg för 6. minröjningsavdelningen.